# 제시 제임스 데커
제시 제임스 데커(Jessie James Decker, 1988년 4월 12일 ~ )는 미국의 싱어송라이터이다.